# Jermachan Ibraimov
Jermachan Ibraimov (Oblast Jambıl, 1 januari 1972) is een voormalig bokser uit Kazachstan. Hij werd olympisch kampioen in de halfmiddengewichtklasse op de Olympische Spelen van 2000. Ook won hij brons op de Olympische Spelen in 1996.

## Erelijst

### Olympische Spelen
- 2000 in Sydney, Australië (–71 kg)
- 1996 in Atlanta, Verenigde Staten (–71 kg)

### Wereldkampioenschappen
- 1997 in Boedapest, Hongarije (–71 kg)
- 1999 in Houston, Verenigde Staten (–71 kg)

1952: László Papp ·
1956: László Papp ·
1960: Wilbert McClure ·
1964: Boris Lagoetin ·
1968: Boris Lagoetin ·
1972: Dieter Kottysch ·
1976: Jerzy Rybicki ·
1980: Armando Martínez ·
1984: Frank Tate ·
1988: Park Si-hun ·
1992: Juan Carlos Lemus ·
1996: David Reid ·
2000: Jermachan Ibraimov